# Witgevlekte kogelvis
De witgevlekte kogelvis (Arothron hispidus) is een kogelvis die vaak te vinden is boven zandbodems van lagunes van koraalriffen of zeegrasvelden van de Rode Zee en Indische Oceaan. De Engelse naam is whitespotted puffer.
Hij heeft een ovaal grijs lichaam, dat aan de rugzijde, flanken en staart donkergekleurd is en bedekt met kleine witte vlekken. Opvallend zijn de witte cirkels bij het begin van de borstvinnen en rond het oog.

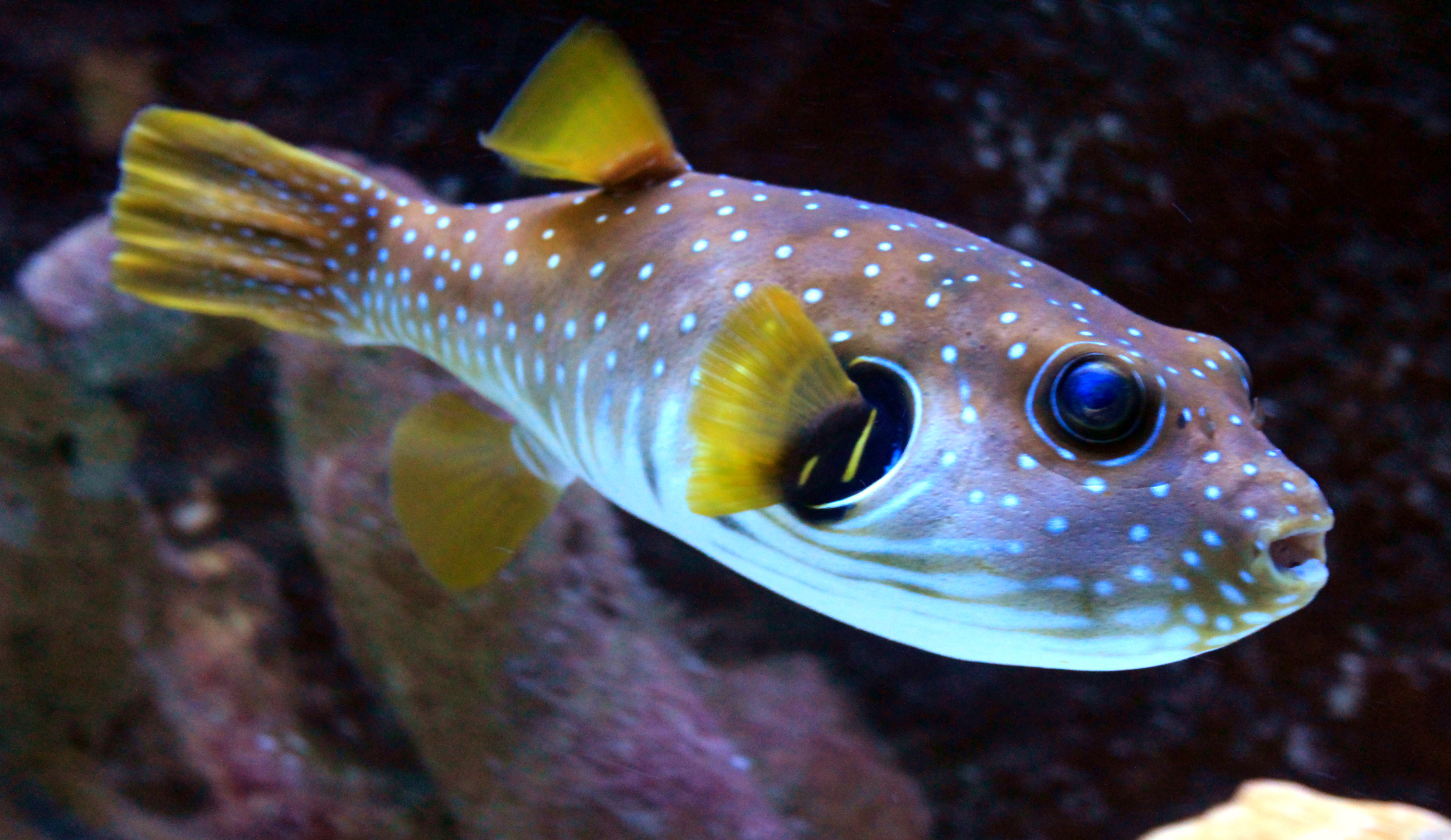
In zeeaquarium

De kogelvis zwemt door bewegingen van de rug- en aarsvinnen. Hij kan tot 35 cm lang worden. De vis is een alleseter.
1. ↑  (en) Witgevlekte kogelvis op de IUCN Red List of Threatened Species.